# 马路天使 (1928年电影)
是一部在1928年，由弗兰克·柏塞奇指导的默片。
《马路天使》是珍妮·盖诺获得奥斯卡最佳女主角三部电影的其中一部，其他的是F·W·穆瑙指导的《日出》和柏塞奇的《第七天堂》。《马路天使》还被提名了最佳艺术指导和最佳摄影。